# جائزة إسبانيا الكبرى للدراجات النارية 2001
جائزة إسبانيا الكبرى للدراجات النارية 2001 هو سباق دراجات نارية أقيم بتاريخ 6 مايو 2001 في حلبة خيريز. كان الجولة الثالثة من أصل 16 في سباق الجائزة الكبرى للدراجات النارية موسم 2001. فاز الإيطالي فالنتينو روسي بفئة 500 سي سي بينما جاء الياباني نوريفومي أبي في المركز الثاني.

## وصلات خارجية
- الموقع الرسمي